# Termoli
De Italiaanse stad Termoli ligt in de Midden-Italiaanse regio Molise in de provincie Campobasso. Termoli is de enige plaats van belang aan de Adriatische kust van de regio. Het historische centrum is gesitueerd op een klein schiereilandje en wordt beschermd door een stadswal die recht de zee induikt.
Symbool van de stad is het Castello Svevo uit 1240, gebouwd in opdracht van Frederik II. Een tweede belangrijk bouwwerk is de kathedraal uit de twaalfde eeuw.
Voor de plaatselijke economie is de FIAT-fabriek die hier sinds de jaren zeventig staat van groot belang. De visserij en het toerisme zijn andere belangrijke bronnen van inkomsten. De kust bij Termoli is voor toeristen zeer aantrekkelijk vanwege de brede zandstranden en de afwezigheid van massatoerisme. Vanuit de haven van Termoli zijn de Tremitische eilanden sneller te bereiken dan vanuit welke andere plek dan ook. Voor de visserij wordt er aan de kust gebruikgemaakt van de karakteristieke Trabocchi (enkelvoud: trabocco), houten stellages om netten met gevangen vis binnen te halen.

## Foto's

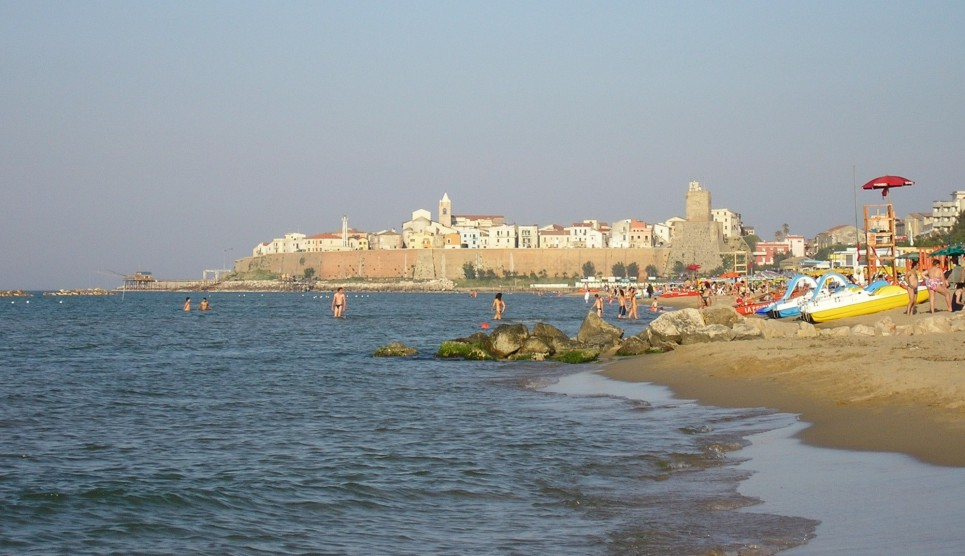
Zicht op Termoli
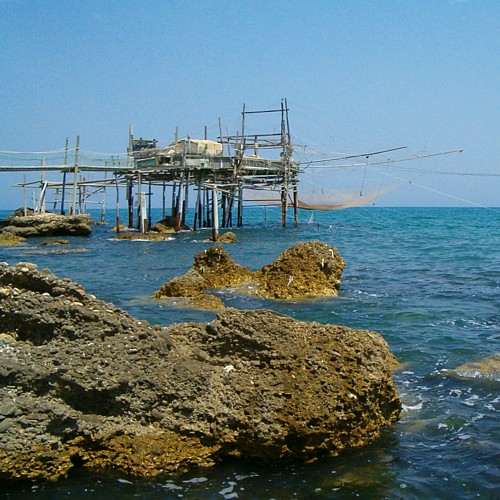
Trabocco